# Казиєвка
Казиєвка (рос. Казыевка) — присілок в Лисковському районі Нижньогородської області Російської Федерації.
Населення становить 8 осіб. Входить до складу муніципального утворення Берендеєвська сільрада.

## Історія
Від 2009 року входить до складу муніципального утворення Берендеєвська сільрада.

## Населення
| 2002 | 2010 |
| ---- | ---- |
| 53   | ↘8   |